# Museu do Futuro

Logo do Museu do Futuro

O Museu do Futuro (em árabe: متحف المستقبل) é um espaço de exposição para ideologias, serviços e produtos inovadores e futuristas. Localizado no distrito financeiro de Dubai, Emirados Árabes Unidos, o Museu do Futuro tem três elementos principais: colina verde, construção e vazio.
Fundada pela Fundação do Futuro de Dubai, estava programado para abrir em 2021, mas em dezembro daquele ano ainda não foi totalmente inaugurado.
O governo dos Emirados Árabes Unidos abriu o museu em 22 de fevereiro de 2022. A escolha da data foi feita oficialmente porque o dia 22 de fevereiro de 2022 era uma data palíndromo.
O museu apresenta desenvolvimento tecnológico e inovações, incluindo robótica e inteligência artificial.
Quando o museu estava em construção, realizou várias exposições durante os anos 2019–2021.

## História
Mohammed bin Rashid Al Maktoum, governante de Dubai e vice-presidente e primeiro-ministro dos Emirados Árabes Unidos, anunciou em 4 de março de 2015 planos para estabelecer o Museu do Futuro depois de ter sido exibido em fevereiro de 2015 durante o governo cume. Em 24 de abril de 2016, Mohammed bin Rashid lançou a "Fundação do Futuro de Dubai". Sob a nova estrutura, o Museu do Futuro tornou-se parte da Fundação do Futuro de Dubai. Em 10 de fevereiro de 2017 e 9 de fevereiro de 2018, o Museu do Futuro foi inaugurado temporariamente em Madinat Jumeirah [es] durante a Cúpula do Governo Mundial.
Em 22 de fevereiro de 2022, o Museu do Futuro foi inaugurado oficialmente às 19h, horário de Dubai. A cerimônia de abertura e o direito de abrir o Museu foram entregues ao Xeque Mohammed bin Rashid Al Maktoum (Xeque Mohammed). Ao lado dele, abriu o museu Xeque Hamdan bin Mohammed Al Maktoum (Xeque Hamdan), Príncipe Herdeiro de Dubai, e Xeque Maktoum bin Mohammed Al Maktoum [en] (Xeque Maktoum).

## Conceito
O Museu do Futuro afirma que busca soluções para os desafios que as cidades do futuro enfrentam, além de abrigar inovações e ser um polo que reúne pesquisadores, designers, inventores e financiadores sob o mesmo teto.
O museu abrigará laboratórios de inovação dedicados a diversos setores, incluindo saúde, educação, cidades inteligentes, energia e transporte. Também apoiará e testará novas invenções em parceria com institutos de pesquisa e universidades.

## Estrutura do edifício
Uma das estruturas mais complexas do mundo, o Museu do Futuro foi projetado pelo estúdio de arquitetura Killa Design e construído por Buro Happold [en]. O edifício visa uma classificação LEED Platinum em termos de classificação verde [en].
A fachada exterior do edifício compreende janelas que formam um poema árabe do governante de Dubai sobre o futuro do emirado. As palavras escritas no exterior do museu são 3 citações do Xeque Mohammed:
| “ | Não viveremos por centenas de anos, mas podemos criar algo que durará centenas de anos. O futuro será para quem for capaz de imaginar, projetar e construir isto, o futuro não espera, o futuro pode ser projetado e construído hoje. O segredo da renovação da vida, do desenvolvimento da civilização e do progresso da humanidade está em uma palavra: inovação. | ” |

As citações gravadas em caligrafia árabe acima do museu foram criadas pelo artista dos Emirados Mattar Bin Lahej [en].
A concha em forma de toro fica no topo do edifício e compreende 1,024 painéis compostos ignífugos revestidos em aço inoxidável, cada um com uma forma tridimensional específica que cria a escrita árabe. 1,024 demonstra os bytes que existem em um kilobyte.
Killa Design e Buro Happold desenvolveram novas ferramentas de projeto paramétrico e modelagem de informações de construção (BIM), incluindo um algoritmo de crescimento que emprega meios digitais para aumentar a estrutura interna de aço. A Danem Engineering Works foi uma das empreiteiras de estrutura metálica para o projeto.
O museu tem sete andares para diferentes exposições. Três primeiros andares são para mostrar o desenvolvimento de recursos do espaço exterior; ecossistemas e bioengenharia; saúde e bem-estar. Os outros andares apresentam tecnologias de futuro próximo nas áreas de saúde, água, alimentação, transporte e energia, enquanto o último andar é dedicado às crianças.

## Crítica
Xeque Mohammed tem orgulho de Dubai, tendo investido uma fortuna para transformá-lo em um império árabe moderno, no qual o espírito da cultura "Shofoni" (شوفوني, "Veja-me") se aplica a ele. Com muito poder e dinheiro, superou os preconceitos contra o orientalismo tradicional.
Apesar do impressionante desenvolvimento e das torres brilhantes, o regime patriarcal foi mantido, com o fundamentalismo e a atitude opressora em relação às mulheres. As normas tradicionais ainda ditam os padrões de vida das pessoas locais de Dubai, e Dubai ainda está longe do ideal ocidental de modernidade. Apesar de sua vida rica, edifícios luxuosos e arranha-céus vertiginosos, Dubai pode mudar em um instante, transformando-se de um playground internacional em um estado patriarcal e um regime opressivo.
As esposas e filhas do governante de Dubai podem atestar isso; Inevitavelmente calam-se e têm de lidar diariamente com códigos patriarcais como "honra", "modéstia", "vergonha" e "mulher como propriedade". A história da princesa Latifa, filha do Xeque Mohammed, encarna a gaiola dourada em que as mulheres do xeque levam suas vidas. Ela foi proibida de deixar Dubai por muitos anos e seus pedidos para viajar e estudar em outro lugar foram recusados. Seu passaporte foi tirado dela. Ela também foi proibida de visitar os apartamentos de seus amigos. A princesa Latifa demonstrou quão pouca liberdade é dada às mulheres neste país e o preço que ela pagou pela raiva do governante de Dubai. A experiência dela de escapar do regime repressivo não é a única. Sua irmã mais velha Shamsa [en] também tentou escapar da unidade de segurança enquanto estava na Inglaterra e falhou. A vida forçada dentro do palácio do governante de Dubai também levou a princesa Haya, a sexta esposa do Xeque Mohammed, a fugir.